# Milovići
Milovići (cyr. Миловићи) – wieś w Czarnogórze, w gminie Tivat. W 2011 roku liczyła 46 mieszkańców.